# Surami
Surami (gruz. სურამი) – osiedle typu miejskiego w środkowej Gruzji, w regionie Kartlii Wewnętrznej. Według danych szacunkowych na rok 2014 liczyło 7 492 mieszkańców. Uzdrowisko i ośrodek wypoczynkowy. Miejsce śmierci znanej poetki Łesi Ukrainki.